# Veliki Banovac
Veliki Banovac (1948-ig Banovac) falu Horvátországban Pozsega-Szlavónia megyében. Közigazgatásilag Pakráchoz tartozik.

## Fekvése
Pozsegától légvonalban 44, közúton 57 km-re, községközpontjától légvonalban 5, közúton 6 km-re északnyugatra, Nyugat-Szlavóniában fekszik. Nyugatról Veliki Banovac, délről Stari Majur, Mali Banovac és Batinjani, keletről Omanovac határolja.

## Története
A település akkor keletkezett, amikor 1876-ban a Dolomitok aljáról, Belluno környékéről olaszok települtek ide. Melléjük a Monarchia más vidékeiről magyarok, dunai svábok és csehek települtek. A településnek 1890-ben 394, 1910-ben 313 lakosa volt. 1910-ben a népszámlálás adatai szerint lakosságának 59%-a olasz, 28%-a magyar, 7%-a német, 4%-a cseh anyanyelvű volt. Pozsega vármegye Pakráci járásának része volt. Az első világháború után 1918-ban az új szerb-horvát-szlovén állam, majd később (1929-ben) Jugoszlávia része lett. 1991-ben lakosságának 48%-a olasz, 42%-a horvát, 4%-a magyar, 3%-a cseh nemzetiségű volt. 2011-ben 171 lakosa volt.

## Lakossága
| Lakosság változása | Lakosság változása | Lakosság változása | Lakosság változása | Lakosság változása | Lakosság változása | Lakosság változása | Lakosság változása | Lakosság változása | Lakosság változása | Lakosság változása | Lakosság változása | Lakosság változása | Lakosság változása | Lakosság változása | Lakosság változása |
| ------------------ | ------------------ | ------------------ | ------------------ | ------------------ | ------------------ | ------------------ | ------------------ | ------------------ | ------------------ | ------------------ | ------------------ | ------------------ | ------------------ | ------------------ | ------------------ |
| 1857               | 1869               | 1880               | 1890               | 1900               | 1910               | 1921               | 1931               | 1948               | 1953               | 1961               | 1971               | 1981               | 1991               | 2001               | 2011               |
| 0                  | 0                  | 0                  | 394                | 293                | 313                | 295                | 259                | 289                | 287                | 238                | 229                | 166                | 183                | 170                | 171                |

## Nevezetességei
- A Segítő Szűzanya tiszteletére szentelt római katolikus templomát 1930-ban építették.
- Páduai Szent Antal tiszteletére szentelt római katolikus kápolnája.